# Alcoholism: Clinical and Experimental Research
Alcoholism: Clinical and Experimental Research (skrót: Alcohol Clin Exp Res) – amerykańskie czasopismo naukowe specjalizujące się w publikowaniu prac dotyczących alkoholizmu. Miesięcznik, od 2013 roku wraz z zaprzestaniem druku wydawany wyłącznie w postaci elektronicznej.
Czasopismo zostało założone w 1977 przez amerykańską National Council on Alcoholism (obecnie National Council on Alcoholism and Drug Dependence, NCADD). Ukazuje się pod egidą: American Medical Society on Alcoholism, Research Society on Alcoholism, American Medical Society on Alcoholism and Other Drug Dependencies oraz International Society for Biomedical Research on Alcoholism. 
Publikowane są w nim oryginalne i recenzowane eksperymenty na zwierzętach, badania kliniczne, badania epidemiologiczne, eksperymentalne, w zakresie polityk alkoholowych oraz badania historyczne dotyczące dowolnego aspektu nadużywania alkoholu, mechanizmu uzależnienia czy zespołów wywołanych przez alkohol. Tytuł stosuje podejście multidyscyplinarne w zakresie przyczyn, skutków klinicznych, leczenia, czynników ryzyka oraz profilaktyki alkoholizmu. W każdym wydaniu artykuły uporządkowane są według trzech głównych kategorii: nauki podstawowe, badania kliniczne oraz metody leczenia. 
Redaktorem naczelnym (ang. editor-in-chief) czasopisma jest Henry R. Kranzler. Kwestie techniczno–wydawnicze czasopisma leżą w gestii marki Wiley-Blackwell należącej do amerykańskiego koncernu wydawniczego John Wiley & Sons. 
Pismo ma współczynnik wpływu impact factor (IF) wynoszący 3,183 (2017) oraz wskaźnik Hirscha równy 139 (2017). W międzynarodowym rankingu SCImago Journal Rank (SJR) mierzącym wpływ, znaczenie i prestiż poszczególnych czasopism naukowych „Alcoholism: Clinical and Experimental Research” zostało w 2017 sklasyfikowane na:
- 12. miejscu wśród czasopism z dziedziny toksykologii[6]
- 76. miejscu wśród czasopism z dziedziny psychiatrii i zdrowia psychicznego[7]
- 82. miejscu wśród czasopism z dziedziny farmakologii, toksykologii i farmaceutyki[8]

W polskich wykazach czasopism punktowanych przez Ministerstwo Nauki i Szkolnictwa Wyższego publikacja w tym czasopiśmie otrzymywała w latach 2013–2016 po 40 punktów (w 2015 roku po 45 punktów).
Artykuły ukazujące się w tym czasopiśmie są indeksowane m.in. w Science Citation Index, PubMed, Embase, ProQuest Central oraz w Scopusie.